# Prayer of the Refugee
«Prayer of the Refugee» — второй сингл американской панк-рок группы Rise Against с альбома The Sufferer & the Witness. Релиз состоялся 6 декабря 2006 года на лейбле Geffen Records. Запись происходила там же, где и запись всего альбома — в The Blasting Room (Форт-Коллинс, Колорадо). Текст песни был написан вокалистом группы Тимом Макилротом, и посвящен проблемам с беженцами и насильственными перемещениями.
Критики похвалили песню за контрастный формат, а также за простой, но эффективный текст.
Песня длится 3 минуты 19 секунд и сочетает в себе элементы хардкор-панка и мелодик-хардкора. Текст песни начинается от лица беженца, который рассказывает своему сыну о своей жизни до того, как он стал беженцом, с сопровождением «жалобных гитар и усталого пения». Медленное начало контрастирует со взрывным припевом.

## Появление в медиа и оценки
«Prayer of the Refugee» начала проигрываться на радио в ноябре 2006, за месяц до релиза. Песня попала в чарт Alternative Songs (Billboard), в котором достигла 7 места. На то время это был лучший результат за всю историю группы. Сингл был сертифицирован, как платиновый в июле 2013 года, что означает 1 000 000 проданных копий.
Некоторые критики отметили контрастность куплета и припева. Corey Apart из AllMusic и Will Rauch из PopMatters описали припев как «Расширение прав и возможностей». Davey Boy из Sputnikmusic похвалил простой, но эффективный текст «Prayer of the Refugee», и сравнил песню с одним их предыдущих синглов — «Life Less Frightening». Eric Clark из The Gazette сказал: «Prayer of the Refugee — это главное достижение альбома The Sufferer & the Witness». Сайт WatchMojo.com поставил песню на 2 место в списке лучших песен Rise Against. Выше оказалась только песня «Give it All».

## Видеоклип
На песню был снят клип, продюсером которого был Тони Петроссян. Изначально Петроссян хотел снять видео о беженце, который пытается проникнуть на территорию США, но затем поменял решение. В клипе группа выступает в пустом розничном магазине. До первого припева в видео в кадре находятся только выступающие Rise Against, а со второго куплета появляются прерывания на кадры с иностранными рабочими и детьми, производящими различные товары. Ближе к концу видео показываются коробки с наклейками «Произведено в США», в то время, как участники группы уничтожают товары в магазине. Видео оканчивается кадрами с техникой, которую разбила группа.